# Force
Force (Force in dialetto locale) è un comune italiano di 1 090 abitanti della provincia di Ascoli Piceno nelle Marche.

## Geografia fisica
Comune facente parte della comunità Montana dei Sibillini.

## Storia
Il nome di "Force" lo si vuole far derivare da "forca" per la sua particolare posizione tra le valli dei fiumi Aso, Tesino e Tronto. I primi insediamenti risalgono al V secolo d.C., periodo delle invasioni barbariche, ove viene indicato come luogo sicuro per la sua posizione strategica in cima ad un alto colle e anche rifugio per le popolazioni limitrofe.
Molto importante è stata un tempo la lavorazione del rame, che sembra essere stata radicata localmente dai monaci farfensi o da tribù zingare, insediatesi nel territorio forcese, che venne colonizzato per un breve periodo da popolazioni albanesi. Il linguaggio che questi artigiani hanno sviluppato è il "Baccaiamento Forcese", lingua oggi non più parlata, non esistendo praticamente più da tempo i ramai, ovvero gli artigiani del rame.

### Simboli
Lo storico stemma comunale rappresenta due catene disposte in croce di S. Andrea. La sua più antica rappresentazione si trova sulla facciata esterna della porta-torre di San Francesco, risalente al XVIII secolo. Il gonfalone in uso è un drappo di rosso.

## Monumenti e luoghi d'interesse
- Collegiata di San Paolo
- Chiesa di San Francesco
- Convento della beata Maria Assunta Pallotta: è la casa natale della beata, dove oggi vi sono le Suore Francescane Missionarie di Maria, ordine al quale apparteneva la beata Assunta Pallotta.
- Nel territorio comunale esisteva l'antico monastero benedettino di San Salvatore in Aso, oggi allo stato di rudere. Da esso proviene un grande polittico di Cola dell'Amatrice eseguito nel 1515, trasferito nel Seicento nell'abside della collegiata di San Paolo e rimosso (e smembrato) nel 1724. Le tre tavole del registro inferiore con l'Assunzione della Vergine tra i santi Benedetto e Lorenzo e Maddalena e Scolastica si trovano nella Pinacoteca vaticana dal 1909. Un pannello con il Redentore e i Profeti Mosè, David, Daniele e Osea è conservato presso la Cassa di Risparmio di Rieti mentre un altro con i Profeti Eliseo, Geremia, Giona e Zaccaria si trova al museo della Spencer University of Kansas.[8]
- Villino Verrucci: particolare costruzione che si trova al di fuori delle mura del paese, fatto erIgere dall'architetto Ernesto Verrucci intorno al 1936.

## Società

### Evoluzione demografica
Abitanti censiti

Secondo i dati ISTAT al 31 dicembre 2015 la popolazione straniera residente era di 88 persone (6,50%).

### Lingue e dialetti

#### Il dialetto forcese
Il dialetto forcese è una varietà di transizione tra i dialetti piceni meridionali parlati in Provincia di Ascoli Piceno e i dialetti della Provincia di Fermo. Infatti presenta sia caratteristiche dei dialetti della zona ascolana-sambenedettese, sia dei dialetti del fermano. In particolare possiede molte somiglianze con i dialetti della costa, come il sambenedettese, ma le vocali finali sono di tipo fermano (-u, -i, -a, -e). Infatti Force è stato da sempre un paese di confine tra Ascoli e Fermo.
| Italiano       | Sambenedettese | Forcese        | Fermano        |
| -------------- | -------------- | -------------- | -------------- |
| fuoco          | fùchë          | fùcu           | fócu           |
| bello          | bìllë          | bìllu          | véllu          |
| quando         | quànnë         | quànnë         | quànno         |
| pochi ma buoni | pùchë ma bbùnë | pùchi ma bbùni | póchi ma bbóni |
| sono arrivato  | sò rrëvàtë     | sò rrëvàtu     | sò rriàtu      |
| io canto       | jé càndë       | ì càndë        | io càndo       |

In passato i ramai di Force avevano sviluppato un particolare linguaggio, o meglio un gergo, parlato solo tra chi commerciava il rame. Oggi tale linguaggio, chiamato baccagliamento forcese, non è più parlato. Le etimologie dei termini del baccagliamento sono spesso incerte ed oscure, si pensa forse che siano addirittura di derivazione zingara, poiché i primi ramai erano appunto di origine zingara. Alcuni esempi di parole in baccagliamento forcese sono: li fancose ("le scarpe"), lu frizzu ("il vino"), lu martelliscu ("il cane"), lu moccu ("il naso"), la morfa ("la bocca"), la muscetta ("la pecora"), nìffë ("bello"), lu réfë ("il pane"), lu scorzo ("il vestito"), lu stràbbu ("il piede"), lu straburtu ("il cavallo"), li vrancose ("le mani").
Anche se in molti termini del "baccagliamento" (lett.: far baccano, strillare, parlare a voce alta) di Force, è comunque riconoscibile chiaramente l'etimo latino ed italiano, come nelle parole li fancose = le fangose (cioè le scarpe coperte o sporche di fango), lu moccu = il moccio (vale a dire "il naso moccioso di bambini e vecchi"), lu frizzu = il frizzo (cioè il vino frizzante), li vrancose = le mani che abbrancano, o per trasposizione di significato od allitterazione come nei termini quali lu réfë = il refe (vale a dire il "filo per tessere la tela della vita", del tutto analogo all'antico termine scherzoso dialettale dei contadini di Fermo e del Fermano lo refo, equivalente in antico al valore del pane, che era l'alimento prevalente, specie dei poveri, il cui "filo" permetteva di sopravvivere), e lu scorzu = la scorza (cioè il rivestimento naturale delle piante), o per assonanza onomatopeica come nella parola lu martelliscu = il cane che martella abbaiando in continuazione), ecc.

## Amministrazione
| Periodo          | Periodo          | Primo cittadino    | Partito                                 | Carica                  | Note   |
| ---------------- | ---------------- | ------------------ | --------------------------------------- | ----------------------- | ------ |
| 1º luglio 1985   | 21 luglio 1990   | Vincenzo Faini     | Democrazia Cristiana                    | Sindaco                 | [ 11 ] |
| 21 luglio 1990   | 15 novembre 1990 | Vincenzo Faini     | Democrazia Cristiana                    | Sindaco                 | [ 11 ] |
| 15 novembre 1990 | 22 giugno 1992   | Lucio Pisano       |                                         | Commissario prefettizio | [ 11 ] |
| 22 giugno 1992   | 16 marzo 1995    | Vincenzo Canala    | Partito Socialista Democratico Italiano | Sindaco                 | [ 11 ] |
| 28 aprile 1995   | 28 aprile 1997   | Francesco Marziali | Alleanza dei Progressisti               | Sindaco                 | [ 11 ] |
| 28 aprile 1997   | 14 maggio 2001   | Francesco Marziali | Lista civica                            | Sindaco                 | [ 11 ] |
| 14 maggio 2001   | 30 maggio 2006   | Francesco Marziali | Lista civica                            | Sindaco                 | [ 11 ] |
| 30 maggio 2006   | 16 maggio 2011   | Augusto Curti      | Lista civica                            | Sindaco                 | [ 11 ] |
| 16 maggio 2011   | 6 giugno 2016    | Augusto Curti      | Lista civica                            | Sindaco                 | [ 11 ] |
| 6 giugno 2016    | 4 ottobre 2021   | Augusto Curti      | Lista civica                            | Sindaco                 | [ 11 ] |
| 4 ottobre 2021   | in carica        | Amedeo Lupi        | Lista civica                            | Sindaco                 | [ 11 ] |

## Sport
La squadra del paese, la Forcese calcio, milita in Terza Categoria.
Ciclismo-Mtb Forcebikers

## Galleria d'immagini

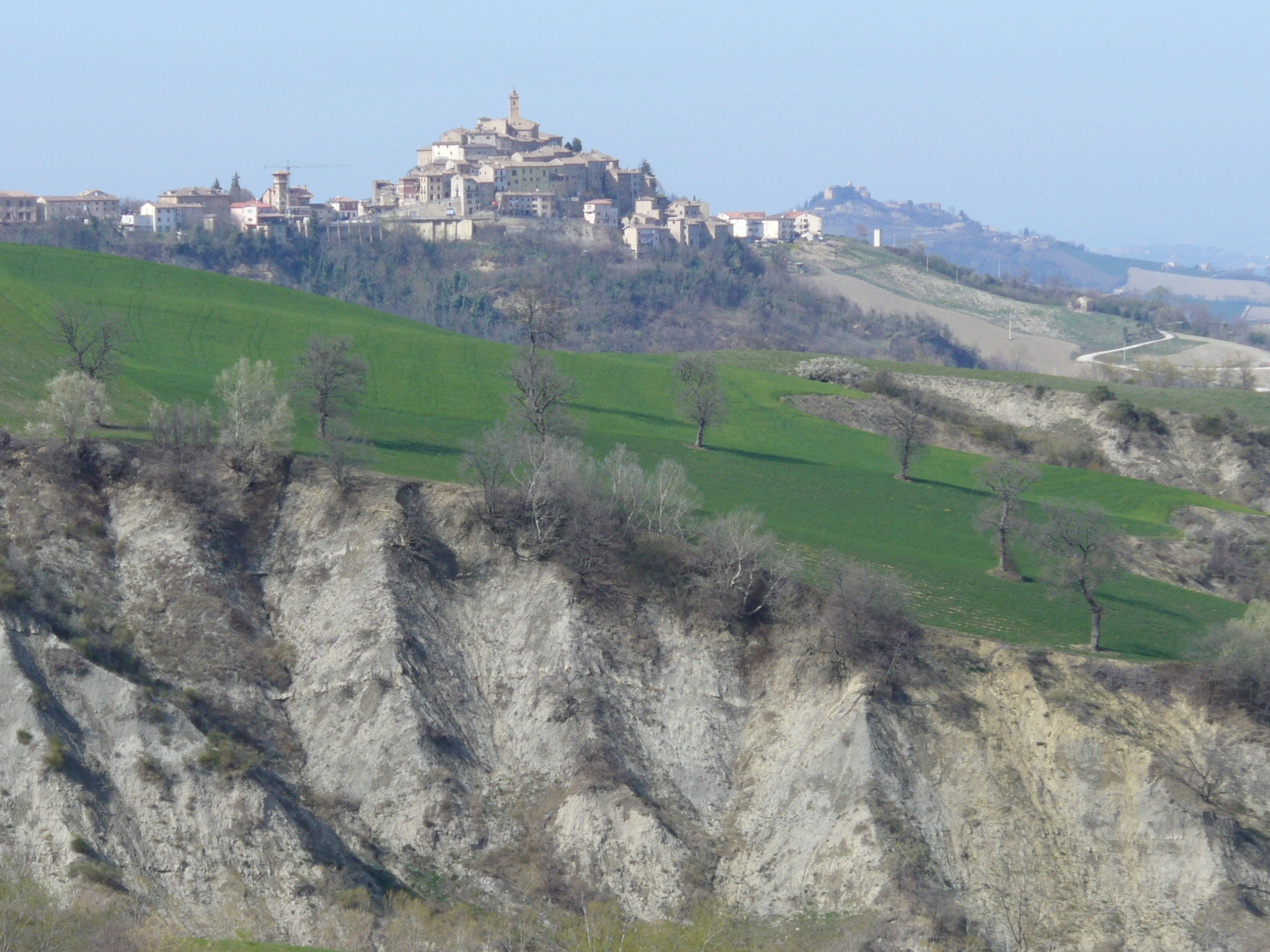
Vista del paese
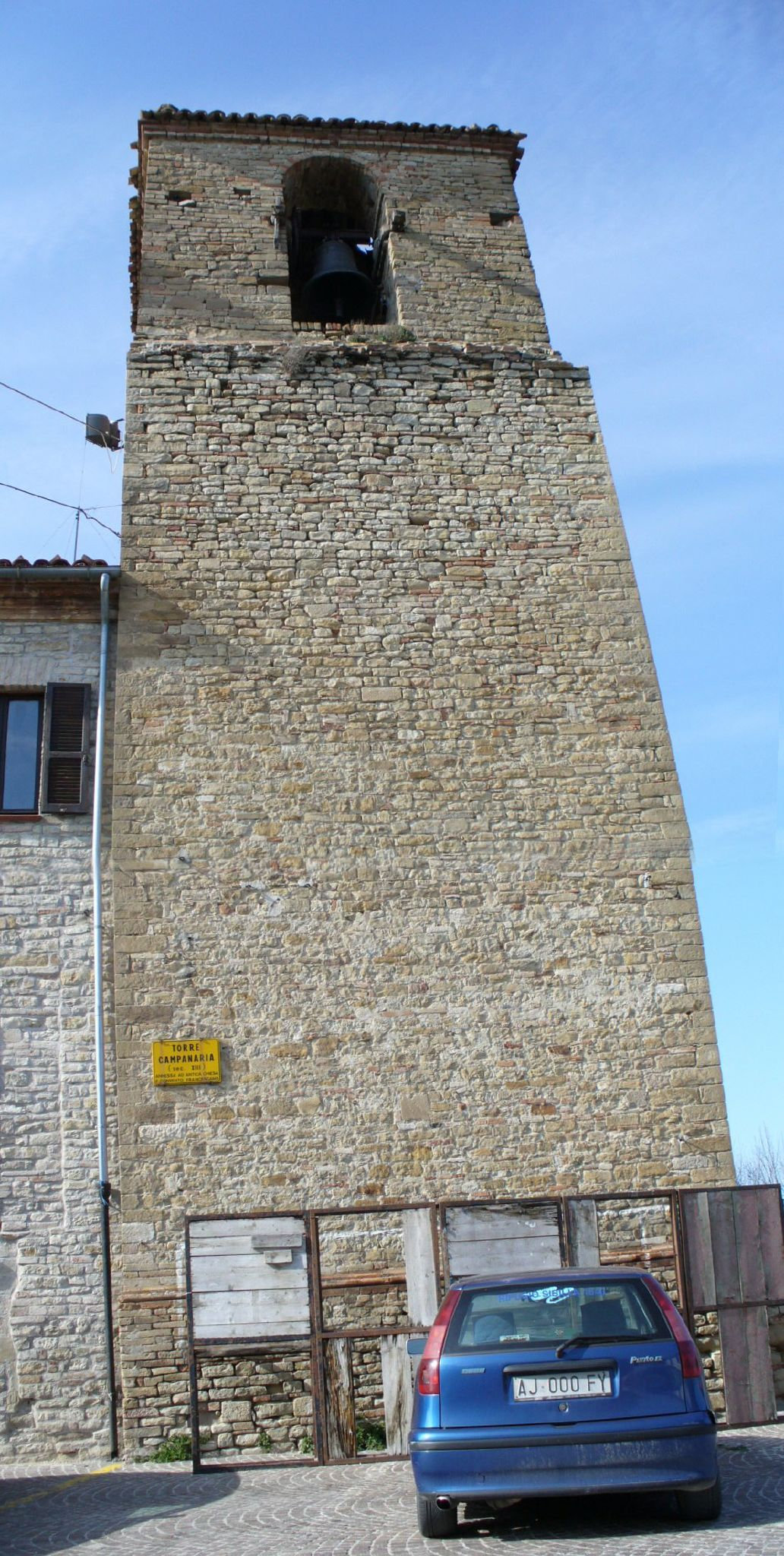
Torre campanaria
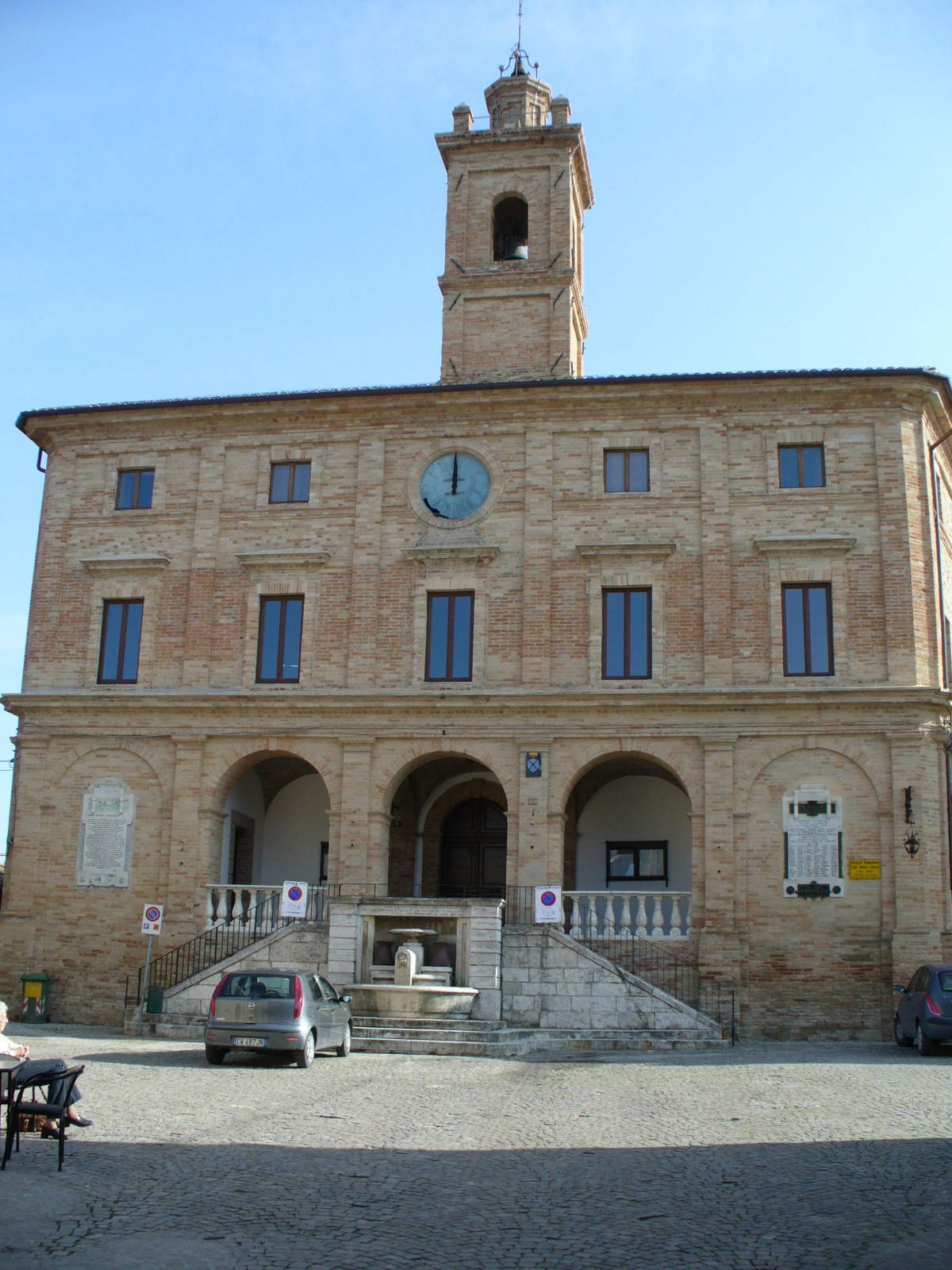
Palazzo municipale
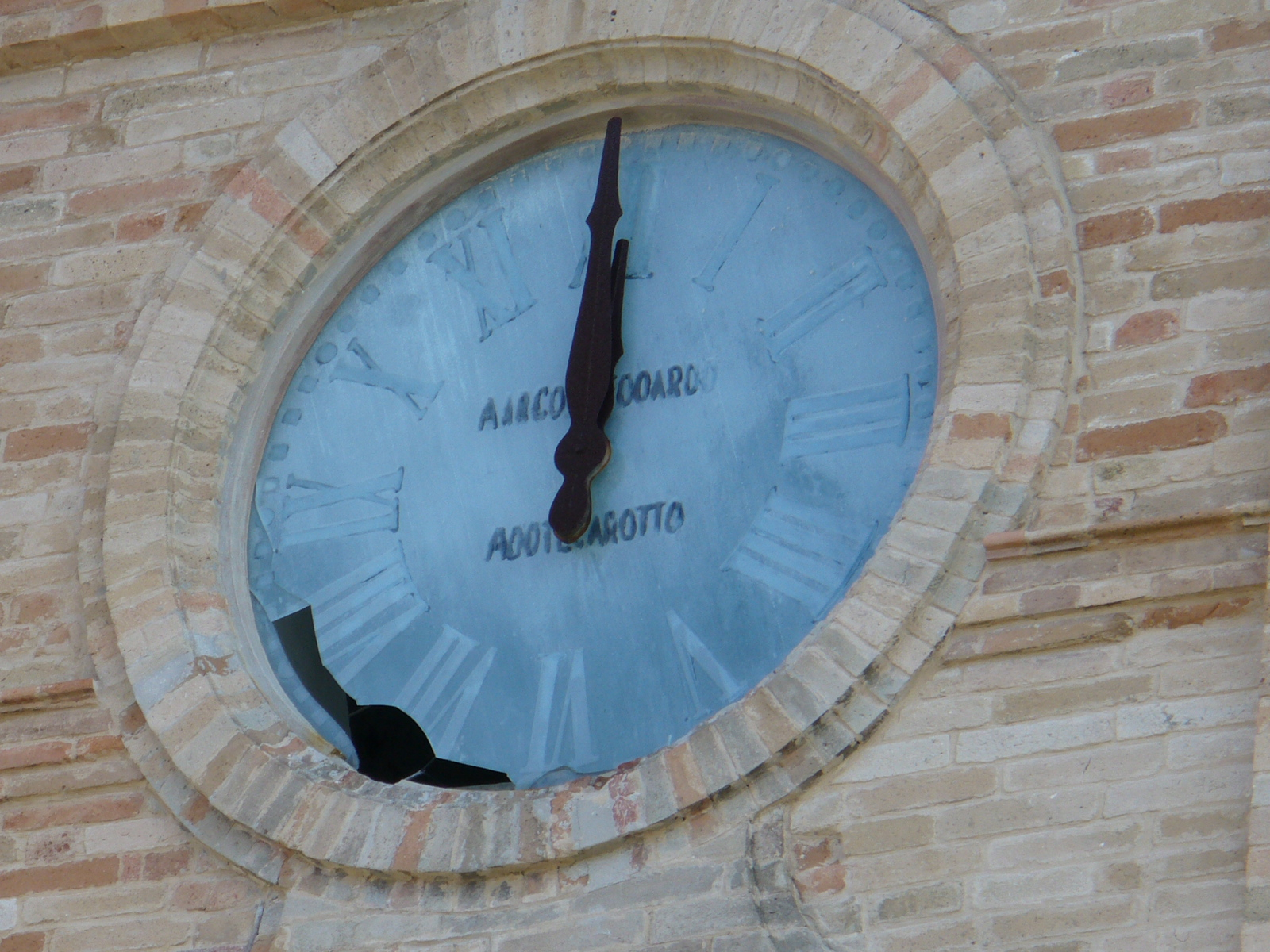
L'orologio
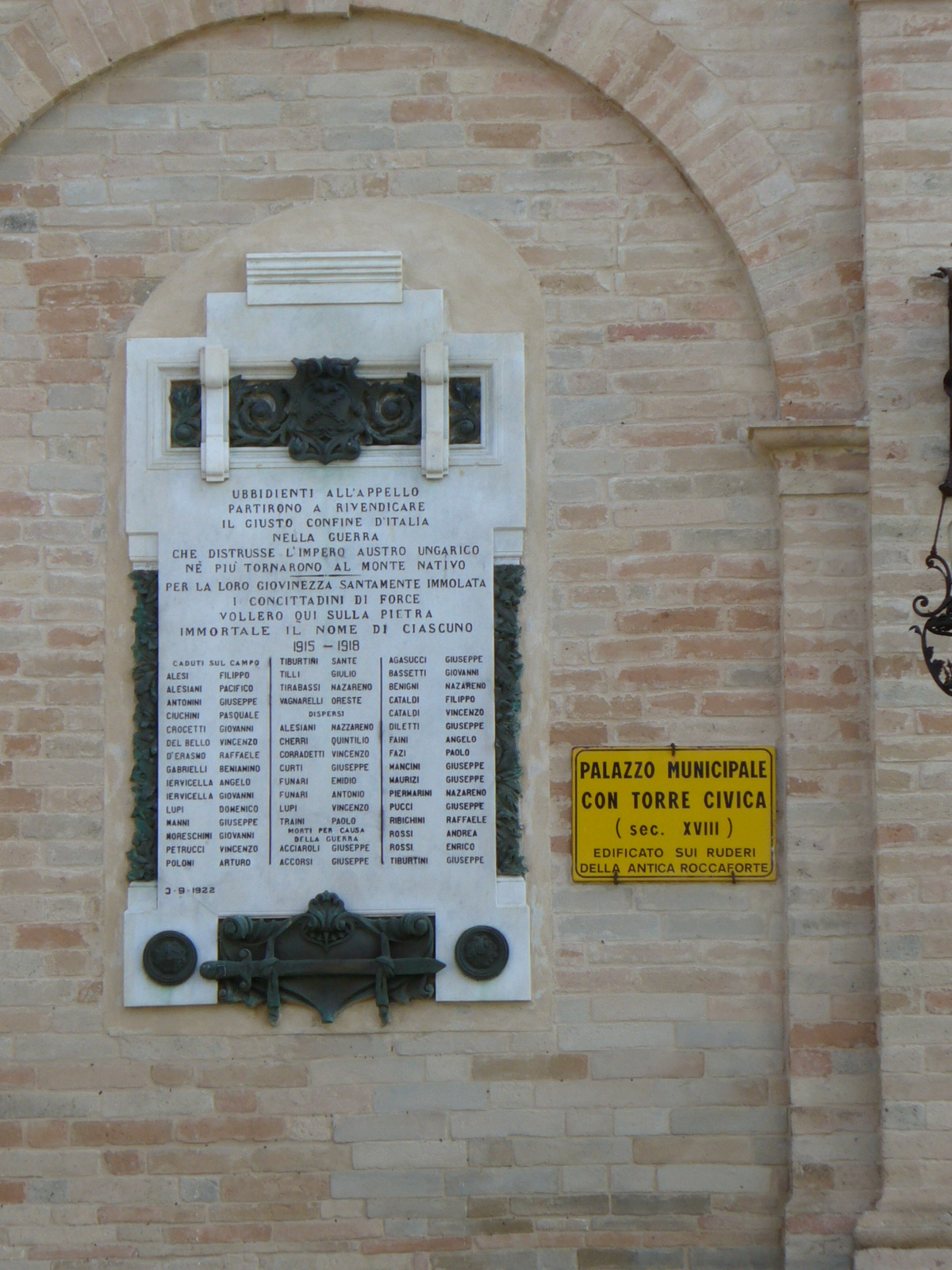
Targa
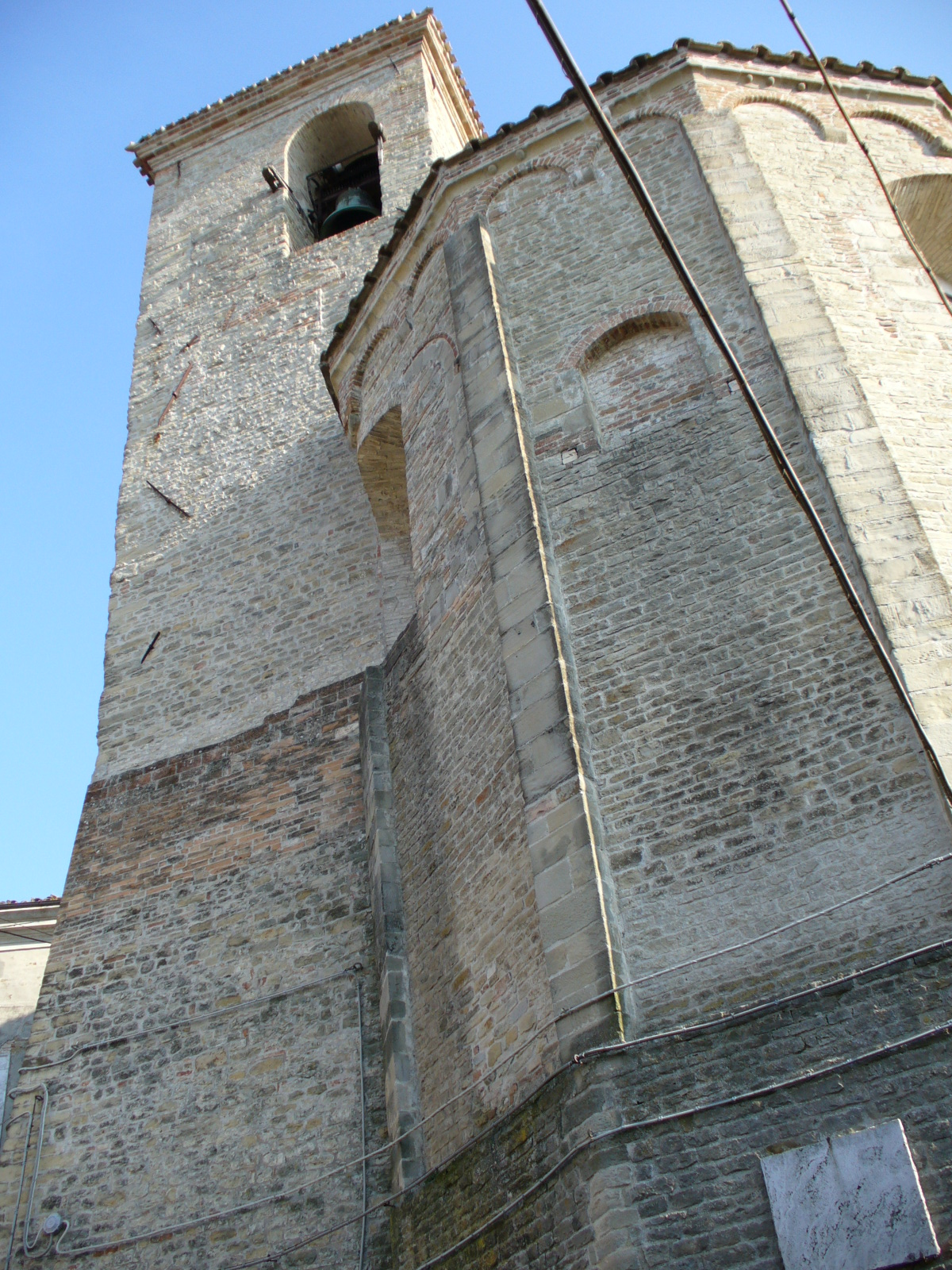
Collegiata di San Paolo